# Joe R. Lansdale

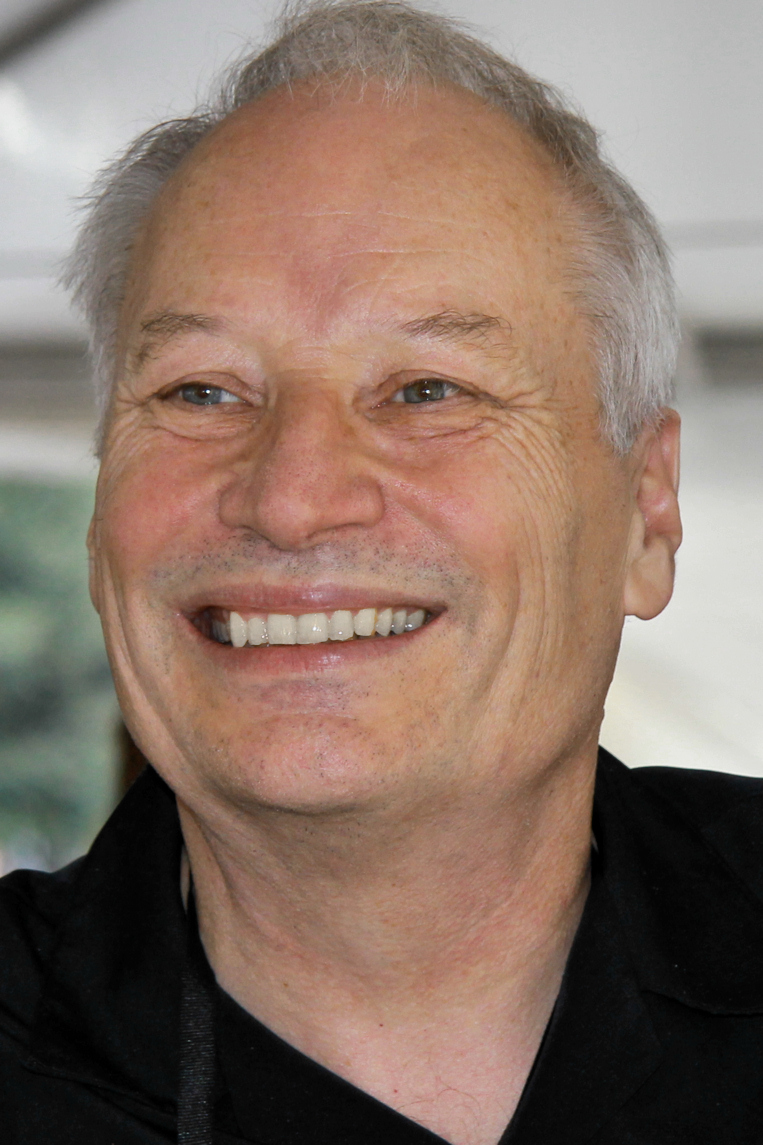
Joe Lansdale în 2013

Joe Richard Lansdale (n. 28 octombrie 1951, Gladewater, Texas) este un autor american și expert în arte marțiale.
Lansdale a scris romane și povestiri din mai multe genuri, inclusiv Western, horror, science fiction, mister și suspans. Lansdale a scris, de asemenea, benzi desenate, precum Batman: Seria animată. El a scris 43 de romane și a publicat 28 de colecții de proză scurtă, precum și multe chapbook și adaptări de benzi desenate. Multe dintre romanele sale au fost ecranizate.
În 2002, Don Coscarelli a adaptat nuvela sa Bubba Ho-Tep într-un film. Povestirea sa „Incident On and Off a Mountain Road”  a fost adaptată ca primul episod al serialului Masters of Horror. Filmul Christmas with the Dead este bazat pe o povestire a lui Lansdale. Romanul Cold in July (1989) a fost adaptat în 2014 într-un film omonim.
Act of Love (1981) este primul roman al lui Lansdale, acesta prezintă povestea unui criminal în serie vicios care terorizează întregul oraș Houston.
Savage Season (1990) este primul roman din seria de cări și povestiri polițiste cu personajele Hap Collins şi Leonard Pine.
Joe R. Lansdale este fratele scriitorului Neal Barrett, Jr.

## Legături externe
- Site-ul oficial
- Interview Pt. 1 & Pt. 2
- Texas Monthly Article
- Subterranean Press Website
- Mulholland Books Website
- Vintage Crime/Black Lizard Website
- Pandi Press Official Website

## Vezi și
- The Best Horror of the Year Volumul 1